# Divizia A 1994-1995
La Divizia A 1994-1995 è stata la 77ª edizione della massima serie del campionato di calcio rumeno, disputato tra il 20 agosto 1994 e il 17 giugno 1995 e concluso con la vittoria finale della Steaua București, al suo diciassettesimo titolo e terzo consecutivo.
Capocannoniere del torneo fu Gheorghe Craioveanu (Universitatea Craiova), con 27 reti.

## Formula
Come nella stagione precedente le squadre partecipanti furono 18 e disputarono un turno di andata e ritorno per un totale di trentaquattro partite.
Le ultime due classificate retrocedettero in Divizia B.
Le qualificate alle coppe europee furono sette: la vincente alla UEFA Champions League 1995-1996, seconda e terza alla Coppa UEFA 1995-1996, la vincente della coppa di Romania alla coppa delle Coppe 1995-1996 più altre tre squadre alla Coppa Intertoto 1995.

## Classifica finale
|    | Classifica             | G  | V  | N  | P  | GF | GS | Dif | Pt |
| -- | ---------------------- | -- | -- | -- | -- | -- | -- | --- | -- |
| 1  | Steaua București       | 34 | 23 | 8  | 3  | 72 | 25 | +47 | 77 |
| 2  | Universitatea Craiova  | 34 | 21 | 5  | 8  | 83 | 40 | +43 | 68 |
| 3  | Dinamo București       | 34 | 20 | 5  | 9  | 61 | 35 | +26 | 65 |
| 4  | Rapid București        | 34 | 16 | 6  | 12 | 55 | 42 | +13 | 54 |
| 5  | Ceahlăul Piatra Neamț  | 34 | 16 | 5  | 13 | 56 | 54 | +2  | 53 |
| 6  | Gloria Bistrița        | 34 | 16 | 4  | 14 | 66 | 59 | +7  | 52 |
| 7  | Național București     | 34 | 16 | 4  | 14 | 66 | 60 | +6  | 52 |
| 8  | FC Argeș Pitești       | 34 | 16 | 4  | 14 | 47 | 54 | -7  | 52 |
| 9  | Inter Sibiu            | 34 | 16 | 3  | 15 | 53 | 52 | +1  | 51 |
| 10 | Petrolul Ploiești      | 34 | 14 | 7  | 13 | 44 | 41 | +3  | 49 |
| 11 | Farul Constanța        | 34 | 13 | 6  | 15 | 42 | 49 | -7  | 45 |
| 12 | U Cluj                 | 34 | 13 | 4  | 17 | 39 | 42 | -3  | 43 |
| 13 | Oțelul Galați          | 34 | 11 | 9  | 14 | 47 | 51 | -4  | 42 |
| 14 | FC Brașov              | 34 | 10 | 9  | 15 | 40 | 54 | -14 | 39 |
| 15 | Electroputere Craiova  | 34 | 11 | 5  | 18 | 42 | 53 | -11 | 38 |
| 16 | Sportul Studențesc     | 34 | 8  | 10 | 16 | 26 | 44 | -18 | 34 |
| 17 | FC Maramureș Baia Mare | 34 | 6  | 9  | 19 | 34 | 69 | -35 | 27 |
| 18 | UTA Arad               | 34 | 4  | 9  | 21 | 28 | 77 | -49 | 21 |

### Verdetti
- Steaua București Campione di Romania 1994-95.
- Electroputere Craiova, FC Maramureș Baia Mare e UTA Arad retrocesse in Divizia B.

### Qualificazioni alle Coppe europee
- UEFA Champions League 1995-1996: Steaua București ammesso al turno preliminare.
- Coppa UEFA 1995-1996: Universitatea Craiova e Dinamo București ammesse al turno preliminare.
- Coppa Intertoto 1995: Farul Costanza e Ceahlăul Piatra Neamt e U Cluj ammesse al primo turno.